# Vlăduța Lupău
Vlăduța Maria Rus Lupău (n. Vlăduța Mărioara Lupău, n. 8 martie 1991, Șimleu Silvaniei, România) cunoscută sub numele de scenă Vlăduța Lupău este o cântăreață de muzică populară românească din Sălaj, dar și moderatoarea unor emisiuni de muzică populară. Primul său cântec l-a interpretat la emisiunea Tezaur Folcloric, în anul 1995, la vârsta de 4 ani.

## Biografie
Vlăduța Lupău și-a început cariera muzicală la vârsta de 4 ani, urmând cursuri la Clubul Copiilor din Șimleu Silvaniei la cercul de Folclor. Aceasta a urmat Școala Gimnazială nr. 1 din orașul natal, după care Liceul Economic din cadrul Colegiului Național “Simion Bărnuțiu”. 
După absolvirea liceului, Vlăduța a urmat 6 ani de facultate la Universitatea De Științe Agricole Și Medicină Veterinară  Cluj-Napoca în cadrul Facultății De Medicină Veterinară, iar după absolvirea licenței a urmat studiile Doctorale tot în domeniul Medicinei Veterinare.

## Discografie

### Albume de studio
- Fain îi numele Mărie (2019) - Big Woman

### Single-uri
- Prietenele mele (2019);
- Ion a nost' (2019);
- Două inimi feat. Raoul (2019);
- Clipa fericirii (2020);
- Bate vântul bate (2021)[4].

## Premii
- Gold Creator Award-YouTube, primul artist de muzică populară din România care atinge cifra de 1.000.000 de abonați pe platforma YouTube
- Silver Creator Award - YouTube, primul artist de muzică populară din România care atinge cifra de 100.000 de abonați pe platforma YouTube[5];
- Marele Premiu „Maria Tănase” [6];
- Premiul I – Festivalul Național „Maria Lătărețu” [6];
- Premiul I – Festivalul Național „Rapsodia Românească” [6];
- Premiul III – „Strugurele de Aur” [6];
- Marele Premiu „Festivalul Național de Cătănie” [6];
- Premiul de Popularitate „Mamaia Folclor”. [6]

### Interviuri
- INTERVIU cu Vlăduța Lupău – cântăreață de muzică populară, medic veterinar și doctorandă la Cluj - Cluju.ro (2016)
- Interviu cu Vlăduța Lupău despre cel mai important proiect – “Vin Acasă De Crăciun”! Arhivat în 5 august 2020, la Wayback Machine. - Gazeta Muzicanților (2020)
- Interviu cu artista de muzică populară Vlăduța Lupău: „Costumul popular, este haina cea mai de preț a românilor!”[nefuncțională]
 - Jurnalul de Satu Mare (2020)